# Cheval en Géorgie
Le cheval en Géorgie (géorgien : ცხენი / tskheni) est présent sous sa forme domestique dès l'âge du bronze, puis élevé pour le transport en montagne et le travail du bétail. Avec 42 367 têtes estimées en 2017, la Géorgie élève huit races de chevaux. 

## Histoire
En Géorgie occidentale, les chevaux sauvages étaient rarement exploités par les populations humaines pendant la première partie de la dernière glaciation. Ils sont devenus une ressource de subsistance plus importante avec l'extension des paysages ouverts. Il est possible que des chevaux sauvages aient survécu en altitude dans le Caucase à la fin du Pléistocène, mais cela reste controversé.
Les analyses sur l'ADN ancien publiées en 2020 montrent que le cheval domestique a été introduit dans le sud du Caucase durant l'âge du bronze. Le lait de jument a vraisemblablement été collecté dès cette époque. Des os de chevaux ont été retrouvés sur différents sites archéologiques géorgiens, et datés de 5500 à 400 av. J. C.
Historiquement, les Cosaques géorgiens sont très réputés pour leur habileté à cheval ; cependant, ceux des Wild West Shows, qui se sont produits des années 1890 aux années 1920, ont été présentés à tort comme « russes », car le pays était à l'époque incorporé dans l'Empire russe.

## Pratiques et usages

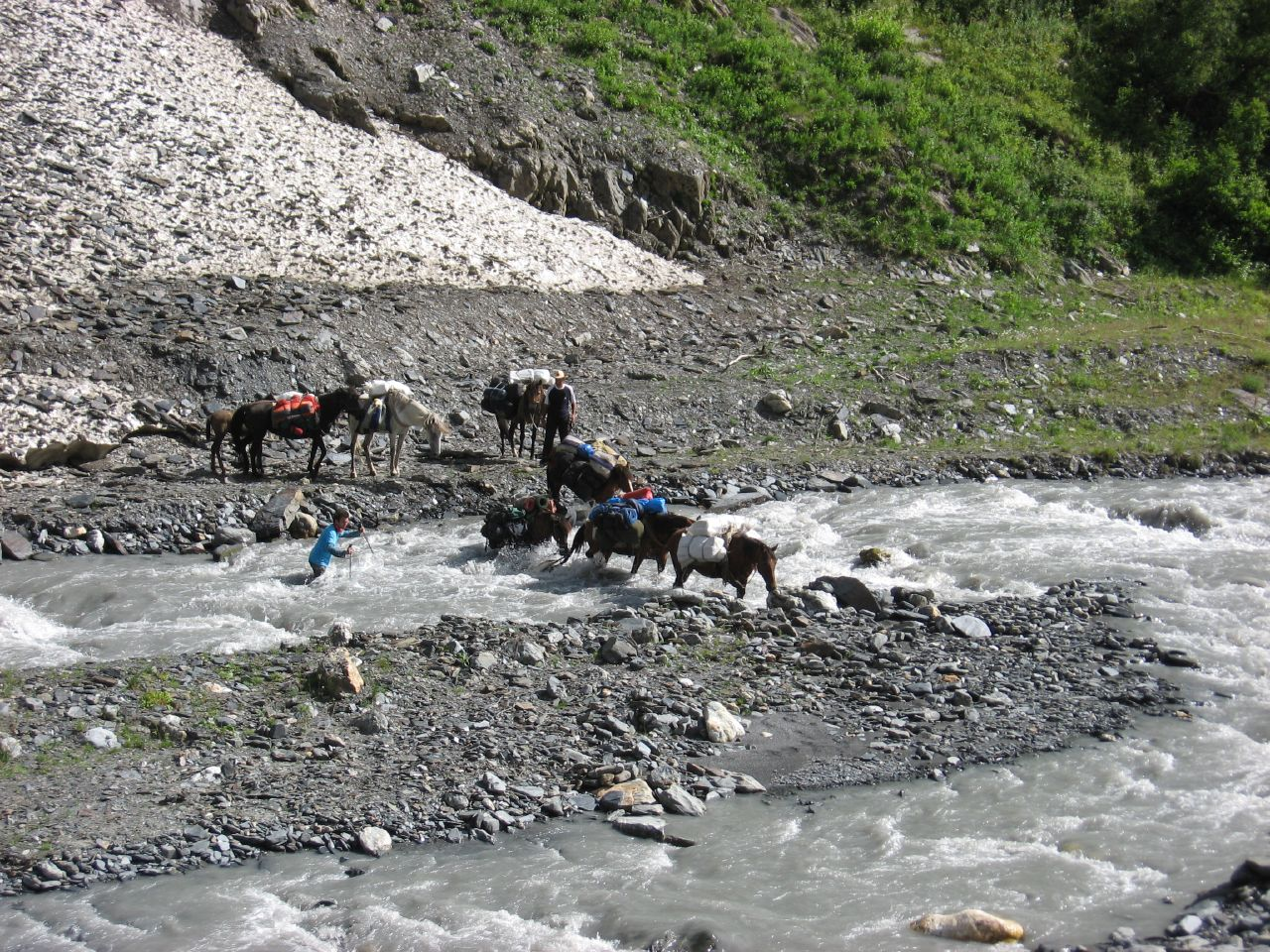
Traversée d'une rivière avec des chevaux de bât.

Les chevaux sont bâtés pour le transport en montagne. 
Il existe aussi une offre de tourisme équestre, notamment de randonnée équestre en montagne.

## Élevage
En 2017, la population chevaline de la Géorgie est estimée à 42 367 têtes, ce qui représente 0,07 % de la population chevaline mondiale.
La base de données DAD-IS identifie huit races de chevaux élevées actuellement ou par le passé sur le territoire de la Géorgie : le Kabarde, l'Anglo-kabarde, le poney du Daghestan, le Javakhuri, le Karachai, le Megruli, le Tersk et le Touchine.
Le Touchine est employé sous la selle, et pour le travail du bétail. 